# Bahluiu, Iași
Bahluiu (în trecut, Moara Prefectului) este un sat în comuna Cotnari din județul Iași, Moldova, România.